# Gonomyia (Leiponeura) tribulator
Gonomyia (Leiponeura) tribulator is een tweevleugelige uit de familie steltmuggen (Limoniidae). De soort komt voor in het Neotropisch gebied.